# جواد مصلح
جواد مصلح (۱۲۹۸–۱۳۷۷) فیلسوف ایرانی بود که بیش‌تر به تعلیق‌نویسی بر آثار ابن سینا، تفتازانی و ملاصدرا می‌پرداخت. از مهم‌ترین آثار وی می‌توان به تعلیقات بر الشواهد الربوبیة اثر ملاصدرا اشاره کرد. از برجسته‌ترین شاگردان او نیز می‌توان به جواد طباطبایی و سیدحسن امین اشاره کرد.

## آثار
- فلسفهٔ عالی یا حکمت صدرالمتالهین
- مبداء آفرینش از دیدگاه فلاسفهٔ اسلامی
- ترجمه و تفسیر الشواهد الربوبیة
- رساله در حرکت جوهری
- رساله در معراج و مقاله در تضاد